# ويليام فريدريك هاريس
ويليام فريدريك هاريس (بالإنجليزية: William Frederick Harris)‏ هو عسكري أمريكي، ولد في 6 مارس 1918 في ليكسينغتون في الولايات المتحدة، وتوفي في 7 ديسمبر 1950 في Changjin County ‏ في كوريا الشمالية.